# Koninkrijk Bretagne
Het koninkrijk Bretagne was een van de Franken onafhankelijk koninkrijk in Bretagne in de 9e en 10e eeuw. Hierna bleef het nog geruime tijd bestaan als graafschap, later hertogdom, zie hertogdom Bretagne.
Nominoë, die Karel de Kale versloeg in de Slag bij Ballon in 845, was de eerste koning. Zijn zoon, Erispoë, volgde hem op, maar werd in 857 vermoord door zijn neef Salomon. Diens regering, tot 874, was het hoogtepunt van de Bretonse monarchie. De politieke onafhankelijkheid van Bretagne werd nog versterkt door de geestelijkheid, die zich afzette tegen het bisdom van Tours. Het was een bloeitijd van de benedictijner abdijen, die rijke centra van cultuur waren. Mooie geïllumineerde manuscripten en de historische Cartulaire de Redon zagen het licht.
Vanaf het einde van de 8e eeuw namen de aanvallen van de Scandinavische Noormannen toe. Ze voeren de Bretonse zeearmen en inhammen in, plunderden steden en kloosters, en zaaiden dood en vernieling. Volledige kloostergemeenschappen vluchtten oostwaarts en namen hun heiligenrelieken mee. Na de moord op Salomon in 874 brak in Bretagne chaos uit. De orde leek weer te keren, toen koning Alain Barbetorte Nantes in 937 heroverde en de Noormannen in 939 bij Trans versloeg. In 939 deed Alain afstand van de titel van koning, waarmee de periode van het hertogdom Bretagne begon.